# エンド・オブ・デイズ
『エンド・オブ・デイズ』（End of Days）は、1999年に公開されたアメリカ合衆国のホラーアクション映画。アーノルド・シュワルツェネッガー主演、ピーター・ハイアムズ監督。
日本版のポスター等でのキャッチコピーは、「1000年紀《ミレニアム》最後の衝撃」。

## ストーリー
1979年のバチカンに「サタンの子を宿す運命を持った女が生まれる」という預言がもたらされる。その頃、ニューヨークでは1人の妊婦が奇妙な痣を持つ娘を出産していた。
20年後の1999年12月29日。ニューヨークの民間警備会社に勤める元刑事のジェリコ・ケインは、株屋と呼ばれる男を護衛するチームの一員になる。株屋は屋上からスナイパーの狙撃を受けるが、直前に気付いたジェリコによって難を逃れることができた。ジェリコがスナイパーの男を地下鉄の線路内に追い詰めると、男は突然「ミレニアムは終わり、サタンが復活する」と叫んで銃を構えたため、ジェリコは足を撃って男を気絶させる。しかし、間もなく駆けつけた女刑事マージによると男には舌がないという。
気になったジェリコは男の住処を突き止め、そこで彼がみずから切り取った舌と、若い女の写真を見つける。さらに、遅れて到着したマージから男がトマス・アキナスという元神父だと聞き出すと、トマスがいたという教会へ向かい情報を得ようとするが、対応したコバック神父は信仰心を捨てているジェリコに取り合わない。
12月30日。ジェリコはトマスから話を聞きだそうとするが、彼は入院先の病院で天井に括りつけられて死んでいた。トマスの体に刻まれた文字列から、写真の女がクリスティーン・ヨークだと突き止めるジェリコだったが、彼女は自宅で謎の男たちに殺されそうになっている。相棒のボビーと共にクリスティーンを救い出したジェリコは、男が持っていた首飾りから彼らがバチカンの騎士であると気付く。
ジェリコがクリスティーンと共に事態を把握しようとしていたところ、ボビーの待機していた車を含む自動車数台が爆発を起こし、クリスティーンの自宅も炎に包まれた。クリスティーンを逃がそうとするジェリコは、襲い掛かってくる彼女の養母やマージを返り討ちにして教会へ向かい、コバック神父に今度こそ事情を説明するように求めた。コバック神父曰く、復活したサタンが人間に憑依し、12月31日の夜に奇妙な痣を持つクリスティーンと子供を作ることで、今の世界を滅ぼそうとしているという。
話を信じず教会を去ろうとするジェリコに対し、クリスティーンは教会の庇護下に入ることを選んだ。仕方なくジェリコが自宅に戻ると、中には株屋が待ち構えており、サタンとしての本性を表す。病室のトマスを襲い、ボビーの爆発やクリスティーン宅の火災もサタンの仕業だった。サタンはジェリコの妻子が押し入ってきた強盗達に殺される様子を再現し、「何もしない神ではなく自分の味方になれば妻子を取り戻してやる」と唆してきた。ジェリコは誘惑を拒絶してサタンを撃退すると、無事な姿で訪ねてきたボビーに車を教会へ寄越すよう頼む。
教会に戻ってきたジェリコが騎士たちに殺されそうなクリスティーンを助けたところ、その場にサタンが現れて騎士や神父たちを惨殺していく。教会の外には悪魔教の信者たちが迫っており、会社の車で駆けつけたボビーと共に逃げようとするが、彼はクリスティーンだけを乗せるとドアをロックした。残されたジェリコは信者たちから暴行を受けた後で磔にされ、クリスティーンはサタンに連れ去られてしまう。
12月31日。サタンの手から逃れていたコバック神父に助けられるジェリコだが、意識を取り戻すと時間は午後7時を迎えようとしていた。警備会社に向かったジェリコは満身創痍の体にありったけの武器や装備を纏うと、ボビーが乗ってきた車の位置を探り、地下で行われるサタン復活の儀式に潜入する。儀式を妨害しクリスティーンを奪還した後、逃げ込んだ地下鉄の車両ではサタンとの死闘になるが、なんとか撃退することができた。
年が明けるまで10分を切った頃、街角の教会に逃げ込んだジェリコはクリスティーンに隠れるよう告げると、銃を捨てて神に助力を乞う。そこに株屋の肉体を捨てたサタンが現れ、ジェリコに憑依すると彼の振りをして祭壇にクリスティーンを組み敷いてしまった。しかし、辛うじて自我を取り戻したジェリコは彼女を逃がし、倒れた天使像が持つ剣にその身を投げ出して自ら胸を貫く。
新年を迎えると同時にサタンは地の底へと戻り、ジェリコの目の前には愛する妻子が現れていた。家族と再会し安らかに息を引き取るジェリコを見届けたクリスティーンは、彼の手を取り心から感謝する。街では人々が2000年を迎えたことに沸き立っていた。

## 登場人物
ジェリコ・ケイン
民間警備会社で働く男。元刑事。株屋を狙った男からクリスティーンに辿り着き、彼女を襲撃者から必ず守ることを決意する。
サタンの誘惑にも負けない強い心を持つが、刑事時代に妻と娘を殺害されたことで神への信仰心は捨てており、自殺願望に駆られながら毎日を過ごしている。
株屋 / サタン
民間警備会社に護衛を頼んだ男。元はただの人間だが、現世に現れたサタンが肉体を奪った。自身の妻になる女としてクリスティーンを狙う。
冷酷な性格で、役に立たない者は容赦なく命を絶つが、使い道のある者は蘇らせもする。炎と爆発を操る能力を持ち、可燃性の黒い液体を小便のように出すこともできる。小さな傷であれば瞬時に治癒し、もし治癒の追いつかない傷を負ってもサタン自身が死ぬことはない。身体能力も軽い蹴りで大柄なジェリコを吹き飛ばすほど。また、居合わせた男の妻の胸を揉みながらキスをする、悪魔教信者の男の妻と娘と3人で性行為を行うなど性欲旺盛でもある。
クリスティーン・ヨーク
サタンの子を宿すと預言された女性。実の両親は他界しており、現在はメイベルの養子である。サタンの影響で幻覚や悪夢に悩まされている。
ボビー・シカゴ
ジェリコの相棒。車の爆発で死亡したと思われていたが、サタンを撃退したジェリコの自宅にやってくる。実際は死後にサタンの手先として蘇っており、クリスティーンを奪還したジェリコを殺すように命じられるが、銃を撃つことができずその身を炎で焼かれてしまう。
コバック
神父。サタン復活を阻止するためにクリスティーンを守ろうとする。
マージ
女刑事。ジェリコの元同僚。実は悪魔教の手先。クリスティーンを逃がすジェリコを殺そうとするが逆に撃ち殺され、サタンの手で蘇る。儀式に潜り込んだジェリコに気付いて背後に忍び寄るが、再び返り討ちにあって死亡する。
メイベル
クリスティーンの養母。彼女が生まれた場にいた看護師でもある。正体は悪魔教の信者で、夫と共にクリスティーンを監視している。ジェリコとクリスティーンを逃がした罰でサタンに息の根を止められる。
エイブル
精神科医。クリスティーンのかかりつけ医だが、悪魔教の信者でメイベルと同じ監視役。
トマス・アキナス
元神父で預言者。秘密を他者に明かすことを避けるため、みずからの舌を切り取っている。クリスティーンを守るために奔走し、サタンが憑依した株屋を殺すため狙撃を行うが、ジェリコによって阻まれた。逮捕後に入院した病院でサタンに襲われる。病室の天井に磔にされた姿を訪ねてきたジェリコによって発見され、下に降ろされた後でいったん息を吹き返すが、サタンに籠絡されていた監視役の警察官に射殺される。
アルビーノ
悪魔教の信者。
ケロッグ
ジェリコとボビーが所属している会社の上司。

## キャスト
| 役名                     | 俳優                             | 日本語吹替                                          | 日本語吹替                                                    |
| 役名                     | 俳優                             | ソフト版                                            | テレビ朝日版                                                  |
| ------------------------ | -------------------------------- | --------------------------------------------------- | ------------------------------------------------------------- |
| ジェリコ・ケイン         | アーノルド・シュワルツェネッガー | 玄田哲章                                            | 玄田哲章                                                      |
| 株屋/サタン              | ガブリエル・バーン               | 小川真司                                            | 津嘉山正種                                                    |
| クリスティーン・ヨーク   | ロビン・タニー                   | 小林さやか                                          | 林真里花                                                      |
| ボビー・シカゴ           | ケヴィン・ポラック               | 麦人                                                | 岩崎ひろし                                                    |
| コバック神父             | ロッド・スタイガー               | 稲垣隆史                                            | 堀勝之祐                                                      |
| マージ                   | CCH・パウンダー                  | 塩田朋子                                            | 塩田朋子                                                      |
| メイベル                 | ミリアム・マーゴリーズ           | 藤夏子                                              | 野沢雅子                                                      |
| エイブル                 | ウド・キア                       | 佐々木梅治                                          | 有本欽隆                                                      |
| トマス・アキナス         | デリック・オコナー               | 千田光男                                            | 水野龍司                                                      |
| アルビーノ               | ヴィクター・ヴェルナド           | 後藤哲夫                                            | 立木文彦                                                      |
| カーソン                 | ロバート・レッサー               | 仲野裕                                              |                                                               |
| ローマ法王               | マーク・マーゴリス               | 佐々木敏                                            | 三谷昇                                                        |
| 枢機卿                   | マイケル・オハガン               | 仲野裕                                              | 佐々木梅治                                                    |
| ケロッグ                 | ジャック・シアラー               | 岩田安生                                            | 手塚秀彰                                                      |
| 修道士                   | モー・ガリーニ                   | 中田和宏                                            | 松本大                                                        |
| 神父の助手               | デイヴ・フランコ                 | 大黒和広                                            | 諸角憲一                                                      |
| 車掌                     | ウォルター・フォン・ヒューン     | 後藤哲夫                                            |                                                               |
| 実業家                   | スティーブ・クレイマー           | 稲垣隆史                                            |                                                               |
| 病院の警官               | ジョン・ニールセン               | 成田剣                                              | 星野充昭                                                      |
| トマスの担当医           | エリオット・ゴールドワーグ       | 佐々木敏                                            | 水野龍司                                                      |
| エイブルの妻             | リン・マリー・セイガー           |                                                     | なし                                                          |
| エイブルの娘             | リンダ・パイン                   | 八十川真由野                                        | 朴璐美                                                        |
| エイミー                 | レネー・オルステッド             | 佐藤しのぶ                                          |                                                               |
| エミリー                 | デニス・D・ルイス                | 松下亜紀                                            |                                                               |
| ジェリコの妻子を殺す強盗 | スヴェン＝オーレ・トールセン     | セリフなし                                          | セリフなし                                                    |
| その他                   |                                  | 野島昭生 望木祐子 井上隆之 大平泉 水野光太 山﨑秀樹 | 唐沢潤 小暮英麻 藤井佳代子 吉田孝 鳥畑洋人 矢薙直樹           |
|                          |                                  |                                                     |                                                               |
| 演出                     |                                  | 松川陸                                              | 蕨南勝之                                                      |
| 翻訳                     |                                  | 平田勝茂                                            | 武満真樹                                                      |
| 効果                     |                                  |                                                     | リレーション                                                  |
| 調整                     |                                  |                                                     | 山田太平                                                      |
| 制作                     |                                  |                                                     | ムービーテレビジョン                                          |
| 初回放送                 |                                  |                                                     | 2001年12月16日 『日曜洋画劇場』 35周年特別企画 (21:00～23:09) |

## スタッフ
- 監督：ピーター・ハイアムズ
- 製作：アーミアン・バーンスタイン、ビル・ボーデン
- 脚本：アンドリュー・W・マーロウ
- 撮影：ピーター・ハイアムズ
- 音楽：ジョン・デブニー

## 評価
レビュー・アグリゲーターのRotten Tomatoesでは102件のレビューで支持率は11%、平均点は3.80/10となった。Metacriticでは33件のレビューを基に加重平均値が33/100となった。